# Колесник Ярослав Васильович
Колéсник Яросла́в Васи́льович (народився 26 серпня 1983 року, село Денихівка, Тетіївський район, Київська область) — начальник Головного управління Національної поліції в Закарпатській області, генерал поліції третього рангу, кандидат юридичних наук.

## Життєпис
З 2000 по 2004 рік навчався в Національній академії внутрішніх справ України. Закінчив навчальний заклад з відзнакою та здобув повну вищу освіту за спеціальністю «Правознавство». Розпочав службу на посаді оперуповноваженого відділу по боротьбі з груповими злочинними проявами управління карного розшуку ГУ МВС України в Київській області.
З 2005 по 2015 роки працював на посадах від старшого оперуповноваженого до начальника відділу управління карного розшуку ГУНП в м. Києві.
У 2016 році з відзнакою закінчив магістратуру Національної академії внутрішніх справ України за спеціальністю «Правознавство; управління у сфері правопорядку».
З 2017 року проходив службу в управлінні карного розшуку ГУНП в Київській області.
У 2019 році був призначений на посаду начальника управління карного розшуку Головного управління Національної поліції в Київській області.
В 2020 році — заступник начальника Головного управління Національної поліції в Київській області, начальник кримінальної поліції.
У 2021 році здобув науковий ступінь кандидата юридичних наук у Науково-дослідному інституті публічного права за спеціальністю «Адміністративне право та процес; фінансове право; інформаційне право».
У лютому 2021 року наказом Голови Національної поліції України призначений начальником Головного управління Національної поліції в Закарпатській області.
У 2022 році Указом Президента України присвоєно чергове спеціальне звання — генерал поліції третього рангу.

## Відзнаки та нагороди
- нагрудний знак «Почесний знак МВС України»;
- нагрудний знак «За відзнаку в службі»;
- «Вогнепальна зброя»;
- «За доблесть і відвагу в службі» І та II ступеня;
- «За доблесть і відвагу в службі карного розшуку»;
- нагрудний знак «За сумлінну службу»;
- нагрудний знак «15 років сумлінної служби».

## Наукові праці
Автор статей, опублікованих у фахових наукових виданнях України та інших держав:
- Правова природа та сутність правоохоронної функції держави // Науковий вісник Ужгородського національного університету. Серія: Право. 2016.
- Суб'єкти реалізації правоохоронної функції держави та місце серед них органів Національної поліції України // Прикарпатський юридичний вісник. 2017.
- Загальноправові принципи реалізації правоохоронної функції держави органами Національної поліції України // Право і політика. 2018.
- Правовий статус Національної поліції України, як суб'єкта реалізації правоохоронної функції держави // Юридична наука. 2019.
- Спеціальні принципи реалізації правоохоронної функції держави органами Національної поліції України // Право і Закон. 2019.
- Поняття та класифікація принципів реалізації правоохоронної функції держави органами Національної поліції України // Науковий вісник публічного та приватного права. 2020.